# Велика Запань
Велика Запань (рос. Большая Запань) — селище в Саткинському районі Челябінської області Російської Федерації.
Населення становить 293 особи (2010). Входить до складу муніципального утворення Саткинське міське поселення.

## Історія
Згідно із законом від 17 листопада 2004 року органом місцевого самоврядування є Саткинське міське поселення .

## Населення
| 2002 | 2010 |
| ---- | ---- |
| 265  | ↗293 |